# Лаура Крейдберг
Лаура Крейдберг (англ. Laura Kreidberg) — американський астроном, яка переважно досліджує екзопланети. З 2020 року вона є директором Інституту астрономії Макса Планка у Гайдельберзі, де вона заснувала відділ «Атмосферна фізика екзопланет».

## Біографія
Крейдберг вивчала фізику та астрономію в Єльському університеті, де в 2011 році вона отримала ступінь бакалавра. У 2016 році вона отримала ступінь доктора філософії з астрономії та астрофізики в Чиказькому університеті. З 2016 року вона була молодшим науковим співробітником Товариства стипендіатів Гарвардського університету, а в 2019—2020 роках — стипендіатом Клея в Гарвардсько-Смітсонівському центрі астрофізики. З 2020 року Крейдберг очолює Інститут астрономії Макса Планка, де створює відділ «Атмосферна фізика екзопланет» — третій відділ в інституті.

## Нагороди та відзнаки
- Премія Енні Джамп Кеннон Американського астрономічного товариства (2021)
- Викладач Пола Гертеленді в Гарвард-Смітсонівському центрі з астрофізики (2018)
- Премія Міжнародного астрономічного союзу F PhD Prize 2017
- Меморіальна премія Пітера Вагнера для жінок в атмосферних науках (2015)
- Премія Джорджа Беквіта за досягнення в астрономії, Єльський факультет астрономії (2011)

## Публікації
- Colon, Nicole D.; Kreidberg, Laura; Welbanks, Luis; Line, Michael R.; et al., 2020, An Unusual Transmission Spectrum for the Sub-Saturn KELT-11b Suggestive of a Subsolar Water Abundance, AJ, 160, 280 (arxiv:2005.05153)
- Kreidberg, Laura; Koll, Daniel D. B.; Morley, Caroline; Hu, Renyu; et al., 2019, Absence of a thick atmosphere on the terrestrial exoplanet LHS 3844b, Nature, 573, 87 (arXiv:1908.06834)
- Kreidberg, Laura; Line, Michael R.; Parmentier, Vivien; Stevenson, Kevin B.; et al., 2018, Global Climate and Atmospheric Composition of the Ultra-hot Jupiter WASP-103b from HST and Spitzer Phase Curve Observations, AJ, 156, 17 (arXiv:1805.00029)
- Morley, Caroline V.; Kreidberg, Laura; Rustamkulov, Zafar; Robinson, Tyler; & Fortney, Jonathan J., 2017, Observing the Atmospheres of Known Temperate Earth-sized Planets with JWST, ApJ, 850, 121 (arXiv:1708.04239)
- Kreidberg, Laura; Bean, Jacob L.; Desert, Jean-Michel; Benneke, Björn; et al., 2014, Clouds in the atmosphere of the super-Earth exoplanet GJ1214b, Nature, 505, 69 (arXiv:1401.0022)

## Дивіться також
- Екзопланета
- Астрофізика
- Транзитний метод
- Космічна обсерваторія TESS
- Космічна обсерваторія Kepler